# Dušan Radović
Dušan Radović (ur. 10 marca 1972 w Čačak) – serbski koszykarz, występujący na pozycji rozgrywającego oraz rzucającego obrońcy, po zakończeniu kariery zawodniczej trener koszykarski.
15 grudnia 2015 roku podpisał umowę z zespołem Startu Lublin. Klub zwolnił go z funkcji głównego trenera 11 lutego 2016 roku.

## Osiągnięcia
Zawodnicze
- Uczestnik rozgrywek Pucharu Koracia (1996/97)